# Marchémoret
Marchémoret ist eine französische Gemeinde mit 614 Einwohnern (Stand: 1. Januar 2022) im Département Seine-et-Marne in der Region Île-de-France. Sie gehört zum Arrondissement Meaux und zum Kanton Mitry-Mory (bis 2015: Kanton Dammartin-en-Goële). Die Einwohner werden Marchois genannt.

## Geographie
Marchémoret liegt etwa 38 Kilometer nordöstlich von Paris. Umgeben wird Marchémoret von den Nachbargemeinden Lagny-le-Sec im Norden, Saint-Pathus im Nordosten, Oissery im Osten, Saint-Soupplets im Südosten, Montgé-en-Goële im Süden, Saint-Mard im Westen und Südwesten sowie Rouvres im Westen und Nordwesten.

## Bevölkerungsentwicklung
| Jahr                      | 1962 | 1968 | 1975 | 1982 | 1990 | 1999 | 2006 | 2013 | 2021 |
| Einwohner                 | 137  | 110  | 214  | 258  | 307  | 332  | 455  | 553  | 604  |
| Quelle: Cassini und INSEE |      |      |      |      |      |      |      |      |      |

## Sehenswürdigkeiten
- Kirche Notre-Dame-de-l'Assomption aus dem 18. Jahrhundert

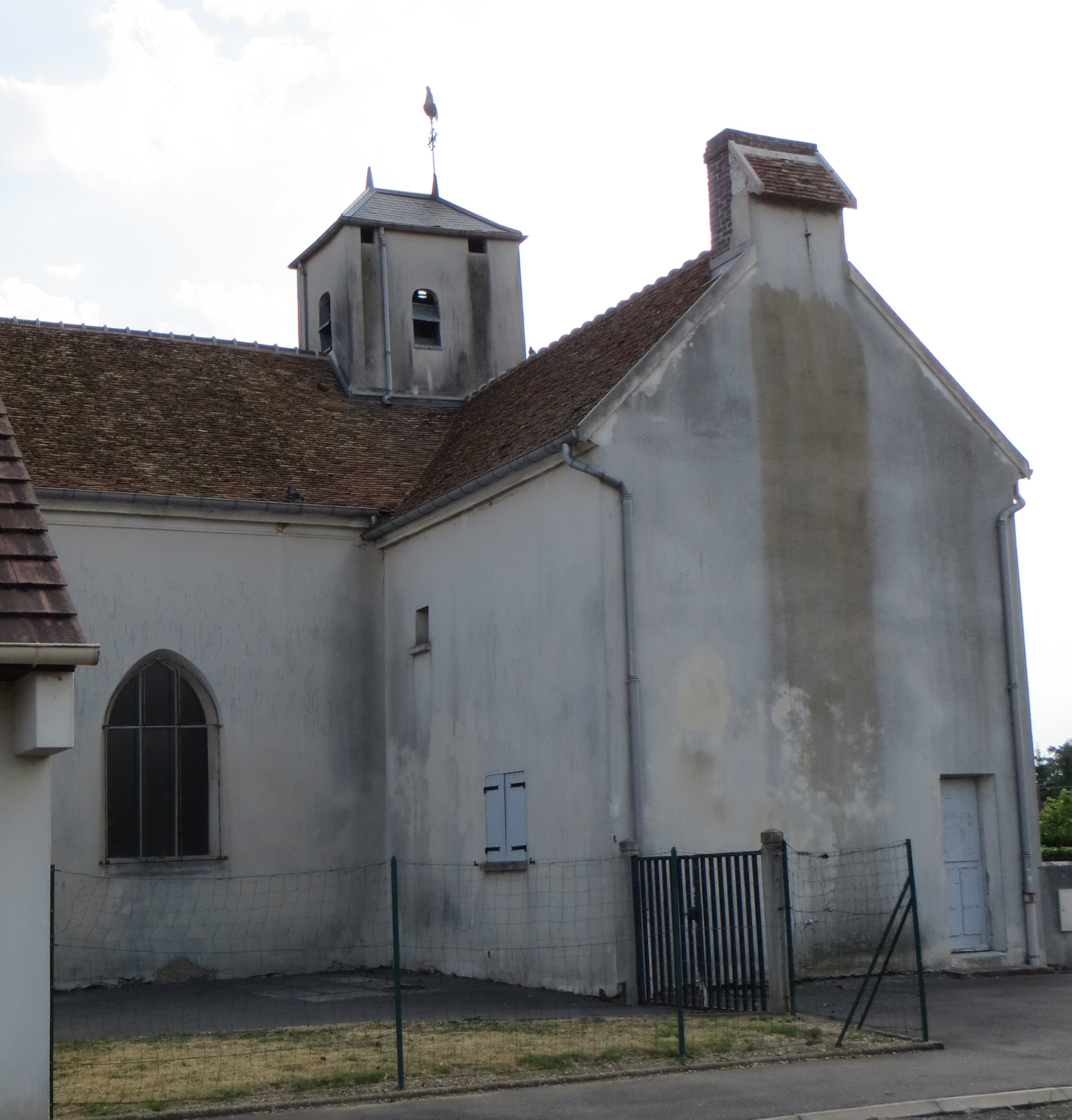
Kirche Notre-Dame-de-l'Assomption